# Mihelčič
Mihelčič je priimek več znanih Slovencev:
- Alojz Mihelčič (1907—1974), partizanski zdravnik
- Alojzij Mihelčič (1880—1975), cerkveni glasbenik, skladatelj in politik
- Božo Mihelčič (1945—2024), violinist
- Franc Mihelčič (1898—1977), biolog (duhovnik, salezijanec)
- Franc Mihelčič (1925—1978), salezijanec (katehet, organist, pisec učbenikov, urednik)
- Ivan Mihelčič, gospodarstvenik, obrtni in planinski organizator
- Janez Mihelčič (*1942), jezuit, jezikoslovec, misijonar (2016-17 apostolski administrator v Kirgiziji)
- Jože Mihelčič (1904—1941), partizanski organizator, narodni heroj
- Jože Mihelčič (*1947), član Državnega sveta RS
- Katja Mihelčič - Kami, miss, pevka, svetovalka...
- Maksimilijan Mihelčič (1905—1958), nogometaš
- Marija Mihelčič (*1940), pianistka, klavirska pedagoginja
- Marika Mihelčič (r. Kuzman), profesorica defektologije, surdopedagoginja
- Marko Mihelčič (1939—2004)?, arhitekt
- Matej Mihelčič (*1966), slikar, vizualni umetnik (Rdeči pilot; J.E.S.U.S. Ajaks)
- Matej Mihelčič, astrofotograf, urednik ...
- Matjaž Mihelčič (*1969), scenarist, režiser, producent
- Matjaž Mihelčič, psiholog, optometrik
- Miran Mihelčič (*1942), ekonomist, univ. profesor
- Pavel Mihelčič (*1937), skladatelj, glasbeni kritik, organizator in pedagog
- Saša Mihelčič (*1973), igralka
- Silvester Mihelčič (*1943), glasbeni šolnik (Črnomelj), skladatelj
- Slavko Mihelčič (1912—2000), skladatelj, zborovodja in glasbeni pedagog
- Stanko Mihelčič, pravnik
- Staša Mihelčič, dramaturginja
- Tatjana Mihelčič Gregorčič (*1957), glasbena pedagoginja/šolnica, zborovodkinja
- Vida Mihelčič (prej Vida Perišič), športna gimnastičarka
- Viktor Mihelčič (1913—2010), skladatelj, glasbeni pedagog